# Daniel Fitzgibbon
Daniel Fitzgibbon (nascido em 15 de junho de 1976) é um velejador paralímpico australiano. Em 2016, Fitzgibbon foi aos Jogos Paralímpicos do Rio de Janeiro, no Brasil, onde conquistou a medalha de ouro da categoria Skud 18. Também foi ouro em Londres, em 2012, da mesma categoria, e prata em Pequim, em 2008.

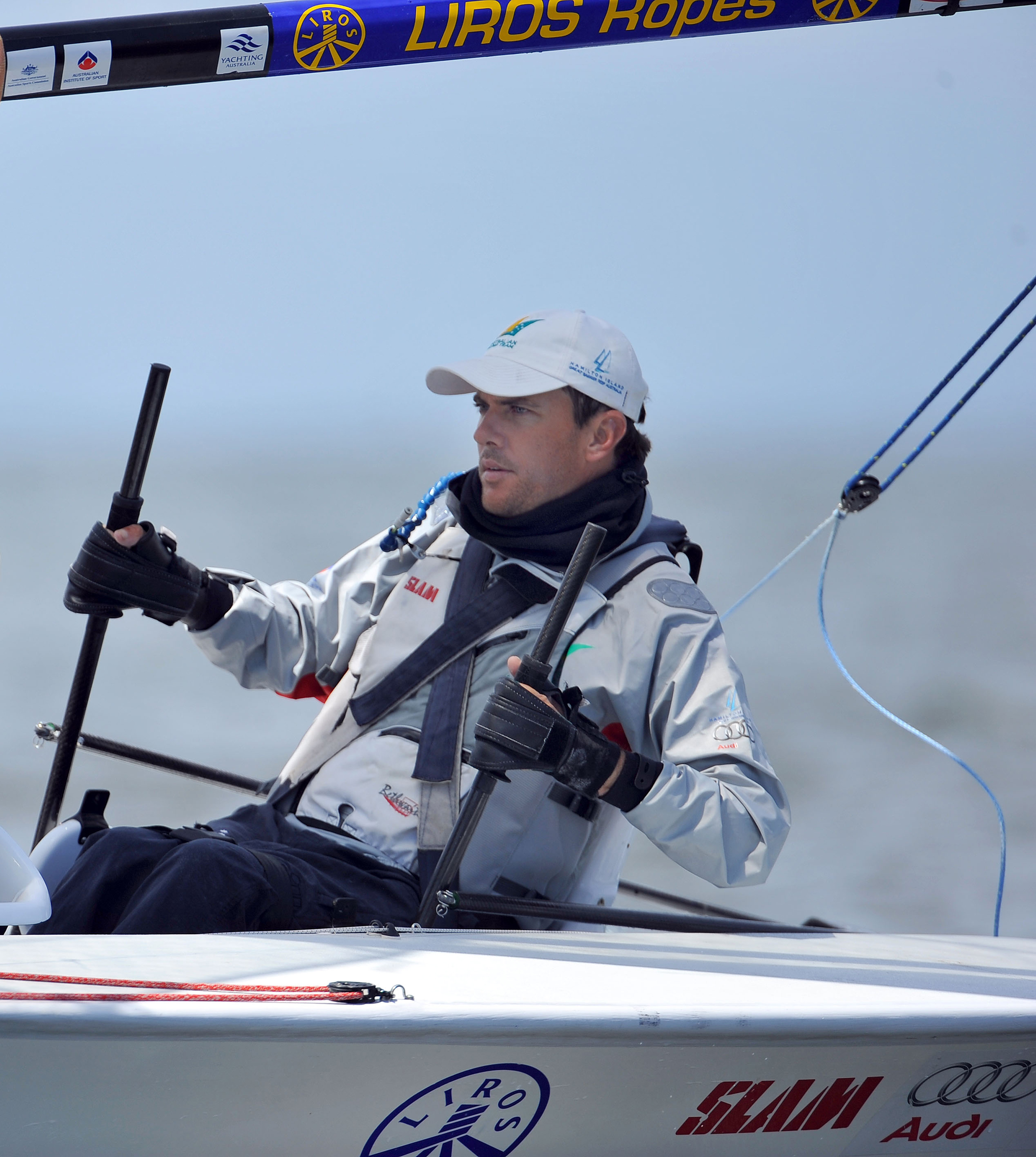
Fitzgibbon velejando no mundial da SAF.